# Curros (Valpaços)
Curros ist ein Ort und eine ehemalige Gemeinde (Freguesia) im portugiesischen Kreis Valpaços. Die Gemeinde hatte 156 Einwohner (Stand 30. Juni 2011).
Am 29. September 2013 wurden die Gemeinden Curros und Carrazedo de Montenegro zur neuen Gemeinde Carrazedo de Montenegro e Curros zusammengeschlossen.